# Chedda de Mostaganem
La chedda de Mostaganem (de l'arabe الشّدّة المسْتغانمية), également appelée Tegrifa (de l'arabe التّڨريفة) est une tenue traditionnelle algérienne, plus précisément de la ville de Mostaganem. Vêtement algérien nuptial, c'est une variante jumelle de la chedda de Tlemcen.

## Description
La tenue est également appelée, tegrifa ou tegrifa Fertass. C'est un caftan traditionnel en velours et aux fils d'or, orné de perles de culture, de djaouhar , (colliers de perles), de colliers en or Chertla ou Chentouf  , de la meskia et de kraffache boulahya. Des khorsa (espèce de boucles d'oreille qui « tombent » des tempes), une louacha (pompon doré) et mhermet leftoul (foulard au tissage d'or algérois) sont suspendus à une calotte conique brodée au fil d'or, recouverte de louis d'or, et déposée sur la tête, accompagnée de zerrouf, ornant le front, par-dessus  zawech (en arabe : ettayr lemhadjar , en français (« l'oiseau en or ») qui symbolise le mari cherchant sa moitié, les râaech (fleurs en or) disposées un peu partout sur la coiffe et représentant ledjnan (le jardin) où l'époux recherche la bonne épouse, celle-ci représentée par la rose rouge placée au-dessus l'oreille. La rose dorée a été ajoutée par la suite. Elle symbolise la richesse que la femme apporte au foyer de l'homme.
Le caftan est ceinturé par l'h'zam, riche ceinture de soie brodée, dont certains modèles sont de grande valeur, et qui est spécialement mise sur lui. Une robe blouza est posée sous le caftan, qui en laisse apparaître que le bas de celle-ci. Un foulard de soie brochée appelé aabrouq est placé sur le front de la mariée.
Cette tenue nuptiale rassemble des systèmes vestimentaires d'origines différentes, faisant honneur aux origines du peuple algérien : Berbère, arabo-andalouse et ottomane, tels que le pagne (fouta) et le péplum à fibules berbère (rda) antiques, des tuniques et coiffes médiévales, des caftans et des gilets ottomans, et des emprunts à la mode arabo-andalouse de l'Oranie, principalement perceptibles dans la robe blousa.
La tradition berbère veut que les cheveux de la mariée soient coiffés en deux tresses, placées sur son buste, les extrémités nouées par des rubans rouges, symbolisant l'amour entre les deux époux.
La coiffe de la tegrifa est également portée avec le karakou, le kouiet, la blousa seule, le caftan seul, la ghlila sur la blousa, la ghlila djabadouli sur la blousa ou le badroune, la frimla sur la blousa ou le badroune.

## Patrimoine
Vêtement algérien nuptial, c'est une variante jumelle de la chedda de Tlemcen.
En 2020, la direction de la culture de la wilaya de Mostaganem a réalisé un inventaire de 35 costumes traditionnels locaux, notamment plusieurs modèles de cheddas de Mostaganem : soltani et fertassi.